# 宇佐美定満
宇佐美 定満（うさみ さだみつ）は、戦国時代の武将。越後国（現在の新潟県）において琵琶島城（新潟県柏崎市）に勢力を持っていたとされる武将。軍記物語では上杉謙信の軍師という扱いを受けているが確実な史料からはその事実は確認されていない。
軍記物等で上杉謙信の軍師として登場する宇佐美定行のモデルとされる。

## 概要
伊豆国宇佐美荘（現在の静岡県伊東市宇佐美）を発祥とし、越後守護上杉家の重臣を務めた宇佐美氏出身。

## 事跡

### 長尾景虎の家督相続以前
宇佐美定満は「宇駿」「宇佐美駿河守」「宇佐美駿河守定満」「宇駿定満」の名で一次史料に登場し、その活動が確認出来る。越後守護上杉定実に味方して、守護代長尾為景と抗争していた宇佐美弥七郎房忠は、永正11年（1514年）越後岩手城にて敗死。新沢佳大はこの時に城より逃げ落ちた「弥七郎息」を定満に比定し、従来、定満の祖父とされてきた宇佐美孝忠と父とされてきた房忠は同一人物であり、房忠は孝忠の晩年の名前であったとする。
岩手城落城の約20年後、定満は為景と守護上杉家一門上条定憲との抗争（越後享禄・天文の乱）において定憲側の武将として登場する。当初為景側であった定満は離反した後、諸方へ計略を巡らせ、天文4年（1535年）5月に上田衆・妻有衆・藪神衆・大熊氏らと共に定憲側に集結した。宇佐美・柿崎勢は天文5年（1536年）4月10日に行われた三分一原の戦いで為景勢に敗北しているが、この戦いの後に為景は隠居しているため、定満にも相応の成果があった戦いと言える。一説には定満率いる宇佐美勢はこの戦いで為景を討ち死に寸前まで追い詰めたといわれている。なお、この時期「宇佐美四郎右衛門尉」なる人物が定憲側の武将として活動している。新沢はこれを定満に比定しているが、『越佐史料』や『上越市史資料編3古代・中世』では別人として扱っている。

### 長尾景虎の家督相続以後
天文17年（1548年）に長尾景虎（上杉謙信）が家督を継ぐと定満はこれに従い、景虎と対立した上田長尾家の当主長尾政景に備えて要害に入る。天文18年(1549年)6月、景虎の家臣平子孫太郎に宛てた書状によると、定満は政景側の計略や脅迫を受けており、まだ自身に力が無く、家臣も士気が低下しているため、自分達だけに備えを任せれば後悔するであろうことを訴えている。
一時景虎より離反するが、後に復し、天文20年(1551年)正月には政景側の発智長芳・穴澤長勝らと交戦。一方、同年夏頃に定満と平子孫太郎の間で多劫小三郎の遺領を巡っての対立が発生したらしく、孫太郎や大熊朝秀・直江実綱・本庄実乃ら景虎の奉行人に対して裁定への不満を訴えるとともに、知行の加増が無く、家臣の戦意も失われている状況を嘆いている。
その後、景虎と政景の抗争が終結すると定満の名は確実な史料上から消える。高橋修は定満は景虎に重用されず宇佐美家は没落したとする。
ただし宇佐美家そのものが断絶したわけでは無く、永禄10年8月、武田信玄の信州侵攻への防備強化に携わった者の中に「宇佐美平八郎」の名が見えている。一説に、長尾景虎（上杉謙信）の地位を確固たるものにするために、長尾政景を舟遊びに誘い、政景と共に溺死したというものがある。引き揚げられた政景の死体には、刀傷があったという。

## 定満の琵琶島城在城について
寛永20年（1643年）成立の『北越軍記』をはじめとする江戸時代の諸書は定行を琵琶島城主とし、また定満も多くの書籍等で琵琶島城主として紹介されることがある。しかし定満の父房忠の琵琶島在城については万里集九の詩文集「梅花無尽蔵」の記述によって裏付けられるものの、それ以降の宇佐美氏と琵琶島城の関係を明確に示した史料は現在確認されない。
景虎時代の琵琶島城主に想定される人物は永禄2年（1559年）作成の「諸国衆御太刀之次第」には「披露太刀ノ衆」の一人「びわ島殿」、「天正三年上杉家軍役帳」では「弥七郎殿」、「天正五年上杉家家中名字尽」では「琵琶島弥七郎」としてその名が見える。永禄2年の「びわ島殿」について『上杉年譜』は定満とは別人の琵琶島弥七郎として扱い『越佐史料』も琵琶島弥七郎の註を付けている。井上鋭夫は「びわ島殿」を宇佐美定満と解釈しているが、新沢は「宇佐美殿」「宇佐美駿河守殿」と記していない点に疑問が残るとしている。
また天正3年の「弥七郎殿」ついては、『越佐史料』や『新潟県史』は単に琵琶島弥七郎として扱うが、井上や「藩制成立史の総合研究-米沢藩」は長尾景通に比定している。西澤睦郎は「弥七郎」は定満の父房忠の幼名と同じであることから、定満の子か孫がその名を継いだのではないかとし、琵琶島を名乗る以上その居城は琵琶島城であったとする。矢田俊文は16世紀前半の史料から宇佐美氏の在所が小野要害（小野城)であることと、柿崎氏が宇佐美一族であったことから、宇佐美氏の本拠地は現在の柿崎区域であったとしている。

## 関連作品
小説
- 堀和久『宇佐美良勝』(文春文庫･『戦国の軍師たち』収録)

映画
- 『天と地と』（映画、1990年、演：宇佐美定行役 - 渡瀬恒彦）

テレビドラマ
- 『天と地と』（大河ドラマ、1969年、演：宇佐美定行役 - 宇野重吉）
- 『武田信玄』（大河ドラマ、1988年、演：宇佐美定行役 - 沼崎悠）
- 『風林火山』（大河ドラマ、2007年、演：緒形拳）
- 『天と地と』（テレビ朝日、2008年1月6日、演：宇佐美定行役 - 渡瀬恒彦）
- 『天地人』（大河ドラマ、2009年、演：真木仁）